# Аднан Терзич
Аднан Терзич (нар. 5 квітня 1960) — колишній голова Ради міністрів Боснії і Герцеговини з грудня 2002 до січня 2007 року.

## Біографія
1986 року Терзич закінчив Сараєвський університет. З 1986 до 1990 був радником муніципального уряду міста Травник. З 1992 до 1995 року служив в армії Республіки Боснія і Герцеговина.
Під час війни очолював муніципальну раду міста Травник та з 1996 до 2001 року був губернатором Середньобоснійського кантону.
Одружений, має одну дитину.